# Aleksandar Obrenović

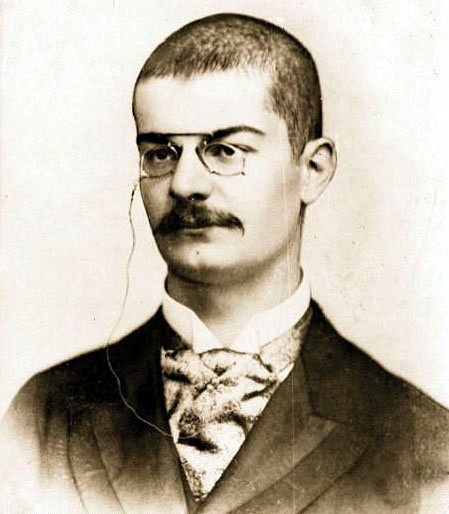
Aleksandar Obrenović (ca. 1901)

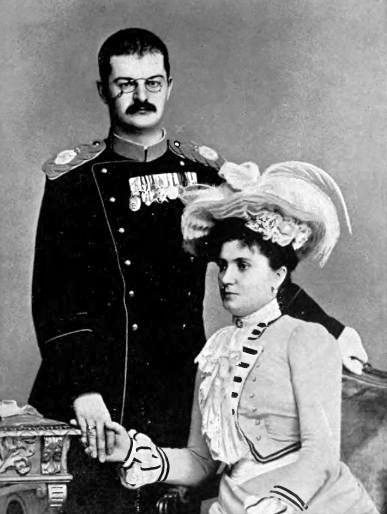
Aleksandar mit seiner Gattin Draga (um 1900)

Aleksandar Obrenović (serbisch-kyrillisch Александар Обреновић; deutsch meist Alexander Obrenowitsch, * 2. Augustjul. / 14. August 1876greg. in Belgrad; † 29. Maijul. / 11. Juni 1903greg. ebenda) war von 1889 bis 1903 als Aleksandar I. König von Serbien.

## Jugend
Aleksandar war der Sohn des Königs Milan I. von Serbien und der Königin Natalija. Als diese sich 1888 scheiden ließen, lebte Aleksandar zeitweilig bei seiner Mutter in Wiesbaden im Deutschen Reich, kehrte jedoch im Wiesbadener Prinzenraub im Juli 1888 nach Serbien zurück.

## Regierungsübernahme
Aufgrund heftiger Kompetenzkonflikte zwischen König Milan und der gewählten Regierung dankte der König im März 1889 zu Gunsten seines Sohnes Aleksandar ab. Der Zwölfjährige wurde unter Vormundschaft eines Regentschaftsrates gestellt, der insgeheim mit dem im Ausland lebenden früheren König in Verbindung stand. Im April 1893 setzte Aleksandar die Regenten in einem Staatsstreich ab und übernahm selbst die Regierung.
Sowohl die Regentschaft als auch ersten Regierungsjahre Aleksandars waren durch den Konflikt zwischen zwei Parteien gekennzeichnet: die Prorussische um die Königinmutter Natalija sowie die Proösterreichische um den vorherigen König Milan. Nach einer scheinbaren Versöhnung mit Natalija kehrte Milan im Januar 1894 nach Belgrad zurück und übte beträchtlichen Einfluss auf seinen Sohn aus, der unter anderem die liberale Verfassung von 1889 wieder außer Kraft setzte. 1897 ernannte Aleksandar seinen – vorübergehend erneut exilierten – Vater sogar zum Oberbefehlshaber der serbischen Armee, die er in den folgenden Jahren reformierte.

## Ehe und Ermordung
Im Juli 1900 heiratete Aleksandar die verwitwete und skandalumwitterte Draga Mašin. Milan, der diese Eheschließung ablehnte, verlor nun jeglichen Einfluss auf seinen Sohn und wurde endgültig aus Serbien verbannt. Der Verlust des Oberbefehlshabers wurde im Offizierkorps übel aufgenommen, was sich noch steigerte, als Aleksandar wegen der Kinderlosigkeit seiner Ehe seinen in der Armee sehr unbeliebten Schwager Lunjevic zum Thronfolger ernannte. Zusammen mit seiner österreichfreundlichen Haltung machte die Eheschließung den König in den politischen und militärischen Eliten zunehmend unbeliebt.
Aleksandar und Draga Obrenović fielen im Juni 1903 einer Offiziersverschwörung um Dragutin Dimitrijević, genannt Apis, zum Opfer.
Der Mord am Königspaar führte zeitweilig zum Abbruch der diplomatischen Beziehungen einiger Großmächte mit Serbien. Mit dem erbenlosen Aleksandar endete die Dynastie des Hauses Obrenović.